# Cantó de Montrésor
El cantó de Montrésor és un cantó francès del departament de l'Indre i Loira, situat al districte de Loches. Té 10 municipis i el cap és Montrésor.

## Municipis
- Beaumont-Village
- Chemillé-sur-Indrois
- Genillé
- Le Liège
- Loché-sur-Indrois
- Montrésor
- Nouans-les-Fontaines
- Orbigny
- Villedômain
- Villeloin-Coulangé

## Història
| Data d'elecció                           | Identitat         | Partit                     | Qualitat |
| ---------------------------------------- | ----------------- | -------------------------- | -------- |
| 1945-1949                                | M. Blanchet       | SFIO                       |          |
| 1949-1979                                | Roger Moreau      | Divers droite, després RPR |          |
| 1979-2011                                | Jean Lévêque      | Divers droite              |          |
| 2011-                                    | Jacky Charbonnier | Divers gauche-FDG          |          |
| les dades anteriors no són pas conegudes |                   |                            |          |
|                                          |                   |                            |          |

## Demografia
| A partir de 1990: Població sense dobles comptes |